# 十二弟子峠
十二弟子峠（じゅうにでしとうげ）は、徳島県那賀郡那賀町（旧上那賀町）成瀬と海川の境に位置する峠である。標高500m。

## 地理
国道193号（徳島県道253号山川海南線・徳島県道296号助上那賀線重複）にある峠である。1987年（昭和62年）9月に国道193号に十二弟子トンネルが開通するまでは、旧道が現役であった。

## 伝承
師匠を殺してしまった12人の弟子たちが逃げる途中、この峠で次々に腹痛を起こして死んでしまった。このことが、この十二弟子峠の名の由来となっているとされる。